# Bad Romance
Bad Romance är en popsång av den amerikanska sångerskan Lady Gaga, skriven av Lady Gaga och producerad av RedOne. Den släpptes som första singel från hennes andra album The Fame Monster i oktober 2009, och sedan dess har många remixar även släppts. Singeln nådde under de kommande måndaderna förstaplatsen på flera länders singellistor. Musiken är starkt inspirerad av synthpop och electropop och går i ett medelsnabbt tempo. En av låtens refränger sjungs på franska. Låtens musikvideo där Lady Gaga kidnappas av den ryska maffian regisserades av Francis Lawrence. Musikvideon har över 1,5 miljarder visningar på Youtube. Låten finns med i Just Dance 2015.

## Listplaceringar
| Lista (2009/2010)       | Topplacering position |
| ----------------------- | --------------------- |
| ARIA, Australien        | 2                     |
| Tracklisten, Danmark    | 1                     |
| YLE, Finland            | 1                     |
| Frankrike               | 1                     |
| Media Control, Tyskland | 1                     |
| Nya Zeeland             | 2                     |
| VG-lista, Norge         | 1                     |
| Sverigetopplistan       | 1                     |
| UK Singles Chart        | 1                     |
| Billboard Hot 100, USA  | 2                     |